# 완도 주도 상록수림
완도 주도 상록수림(莞島 珠島 常綠樹林)는 대한민국 전라남도 완도군 주도에 있는 상록수림이다. 1962년 12월 3일 대한민국의 천연기념물 제28호 '주도의 상록수림'으로 지정되었다가, 2008년 현재의 명칭으로 변경되었다.

## 개요
주도는 전라남도 완도 앞바다에서 300m쯤 떨어져 있는 둥글고 작은 섬으로 섬 전체가 수백종의 상록수림들로 빽빽하게 들어차 있다.
상록수림을 구성하고 있는 식물들로는 참식나무, 돈나무, 사스레피나무, 붉가시나무, 모밀잣밤나무, 광나무, 다정큼나무, 가마귀쪽나무, 감탕나무, 빗죽이나무, 생달나무, 검양옻나무, 소사나무, 느티나무, 청가시덩굴, 인동덩굴, 덜꿩나무, 고란초 등이 있다.
주도의 상록수림은 대한민국에서 난대림의 모습을 가장 잘 유지·보존하고 있고, 좁은 면적에 많은 종류의 나무들이 자라고 있어 학술연구에 귀중한 자원이 되고 있다. 또한 물고기가 서식하는데 알맞은 환경을 제공하여 물고기떼를 해안으로 유인하는 어부림의 역할도 하고 있으므로 천연기념물로 지정·보호하고 있다.
현재 주도는 상록수림의 보호를 위해 공개제한지역으로 지정되어 있어 관리 및 학술 목적 등으로 출입하고자 할때에는 문화재청장의 허가를 받아 출입할 수 있다.

## 같이 보기
- 주도

## 참고 자료
- 완도 주도 상록수림 - 국가유산청 국가유산포털